# Dompé
Dompé farmaceutici S.p.A. è un'azienda biofarmaceutica italiana, fondata nel 1940 a Milano. Si concentra sullo sviluppo e la produzione di farmaci di medicina generale, nel settore biotecnologico e nella ricerca di soluzioni terapeutiche per la cura di malattie rare. I progetti farmaceutici e biotecnologici vengono sviluppati nel polo dell'Aquila. La sede centrale è a Milano, ma Dompé è presente con attività anche a Napoli, Boston, San Francisco e Tirana.

## Storia

### Gli inizi
I primi passi della famiglia Dompé nel settore farmaceutico risalgono a Gian Antonio Dompé (1843-1917), proveniente da Bene Vagienna (Cuneo). Definito “cultore appassionato delle scienze chimico-farmaceutiche” e attivo nello studio dell'erboristeria, della botanica e della farmacia, egli trasmise l'interesse per queste materie al figlio Onorato (1868 - 1960). Nel suo percorso di studi, Onorato conseguì le lauree in Chimica, Chimica farmaceutica e in Farmacia dal 1888 al 1890 presso la Regia Università degli Studi di Torino. Si specializzò poi a Londra.
Nel frattempo, appena dopo la laurea a Torino, fondò nel 1890 con un socio il laboratorio di produzione farmaceutica Dompé-Adami a Milano. Prese per sede alcuni piccoli locali in Corso San Celso 10 – l'attuale Corso Italia - e si attrezzò con macchinari moderni per la produzione dei medicinali, che produsse secondo i più evoluti standard britannici. Tra questi figuravano la "Creosotina", ottenuta dal creosoto di faggio e utile per dolori alle vie respiratorie, raffreddori e catarro, e il "Ferro Indoloro Dompé", utilizzato per l'anemia.
Pochi anni dopo, nel 1895 Onorato acquistò una farmacia in piazza della Scala e fu raggiunto dal padre per essere coadiuvato nella gestione dell'attività. Di quel periodo e delle relazioni che nacquero attorno alla farmacia avrebbe poi scritto così Franco Dompé, figlio di Onorato, nel 1990:
“1890-1990. Cent'anni di vita professionale Dompé al servizio della Classe Medica, degli Studi e delle Ricerche delle Università, degli Ospedali, delle Cliniche, dei Ricoveri per anziani. Quattro generazioni – Gian Antonio il tris Nonno, Onorato il bis Nonno - i vecchi storici farmacisti poliglotti della famosa Farmacia Centrale di Piazza alla Scala in Milano, sia al servizio degli immortali Amici e Maestri Verdi, Puccini, Boito, Illica, il fenomeno dall'ugola d'oro Caruso, ecc, sia al servizio sociale umanitario della massa di gente comune oltre che di piazza della Scala, dell'Accademia di Brera, dei Filodrammatici, della giurisdizione da piazza Duomo a via Montenapoleone, cioè la Milano che conta, che lavora, che onora gli uomini di buona volontà”.
Negli anni successivi l'attività si ampliò con la creazione di una catena di farmacie: un'altra a Milano, dal 1908 al 1922; una a Palermo, dal 1902 al 1910, e una a Ponte Chiasso. Progressivamente, Onorato vendette poi le sue farmacie, come avvenne anche per quella in piazza della Scala nel 1902, e nel 1905 trasferì i suoi laboratori produttivi in via Pantano 5, vicino alla Ca' Granda, l'Ospedale Maggiore di Milano, allora ancora il più importante nel panorama meneghino.
Probabilmente a causa dell'annunciata rifunzionalizzazione dell'edificio della Ca' Granda nella neonata Università degli Studi di Milano, Onorato decise di trasferire di nuovo la sede della sua Dompé-Adami e acquistò un grosso stabilimento in via San Martino 12. Scomparso il socio Adami, continuò fino al 1943 la sua attività, fino a quando la sua storica società per azioni venne acquisita da un nuovo proprietario che lo estromise in poco tempo. Nonostante ciò e le grosse avversità che lo colpirono in vario modo durante la Seconda Guerra Mondiale, fondò altri piccoli laboratori – la Novopharm, la General Farma – cui si dedicò nell'ultima parte della sua vita.

### Franco Dompé – La Dompé farmaceutici
Il secondogenito di Onorato Dompé, Franco, nacque a Milano nel 1911. Ereditò dal padre la passione per l'ambito farmaceutico e, terminate le scuole, si iscrisse al corso di Chimica e Farmacia dell'Università di Pavia, dove si laureò nell'anno accademico 1936-1937. Suo professore in quegli anni fu Giulio Natta, futuro Premio Nobel per la Chimica nel 1963. Proseguì poi il percorso di studi divenendo cultore della materia, attività che esercitò in università fino al 1938. Quell'anno, mentre disputava una gara di bob a Cortina d'Ampezzo gli accadde un incidente molto grave che interruppe la sua carriera accademica. L'esperienza lo portò a maturare una vera e propria “missione socio-sanitaria, impostata umanamente con spirito di servizio” che agevolasse il lavoro dei medici e alleviasse il dolore dei pazienti.
Il primo nucleo della Dompé farmaceutici venne registrato ufficialmente il 20 novembre 1940 a Milano, con Franco Dompè risultante amministratore unico della “Farmaceutici dottor Dompé” – come si intitolò l'impresa nella fase iniziale. Franco Dompé esordì nella produzione proprio a partire dai farmaci del padre, che rese però più efficaci: è il caso della vecchia Creosotina, che fu evoluta in Guaiacalcium.
In questo periodo, riuscì a guadagnare velocemente la fiducia di “massimi enti bellici quali l'Ansaldo Artiglierie, la FIAT, Silurificio di Baia-Bacoli, la Navalmeccanica, le Industrie Meccaniche Aeronautiche Meridionali, Officine Galileo” e, solo in Lombardia, di “80 Ospedali e Sanatori […] nostri sicuri clienti”, cui forniva i suoi preparati. Nel 1945 i suoi prodotti risultano nove: Artrosil, Artrosil Vitamina B1, Tribenzoica, Sparto-Canfol, Vi-LActis (Lacto-Vital P.P.), Guaiacalcium, Guaiacalcium Efedina, Calcio Canfo-Magnesina semplice e arsenicale.
Nel 1946 spostò la sede nello stabile acquistato da Onorato in via San Martino e, passando rapidamente per il nome Istituto Parenterapico Dompé, ribattezzò definitivamente l'azienda Dompé farmaceutici. Da lì si attrezzò con nuovi macchinari e si preoccupò a sue spese della ricostruzione dell'edificio, fortemente bombardato durante la Seconda Guerra Mondiale. Lo stabilimento rinnovato venne inaugurato nel 1951 sotto nuove vesti razionaliste, con all'interno un laboratorio di 15.000 m² per la realizzazione di medicinali in fiale.
Durante gli anni Cinquanta e Sessanta l'azienda crebbe di pari passo con il boom economico di quel periodo, così come testimoniato da una lettera di Franco Dompé del 1962. Tuttavia, con la frenata del Paese e di gran parte dell'economia occidentale, col passare degli anni anche l'azienda rallentò e patì in particolar modo i primi anni Settanta. Oltre alla crisi energetica del 1973 e ad altre contingenze esterne, che avevano grosse ricadute sul piano economico-sociale italiano, si aggiunse un fattore proprio nell'ambito farmaceutico, ovvero il blocco dei prezzi dei medicinali che il CIP (Comitato Interministeriale Prezzi) manteneva da vent'anni, a fronte di una crescita molto alta dei costi della vita. La situazione divenne talmente grave che uno scritto di Franco Dompé a Giulio Andreotti, appena reduce dal secondo mandato come Presidente del Consiglio, risalente al 1973 annuncia il rischio di cassa integrazione, e altri del 1974 riportano la possibilità della chiusura dell'azienda.

### Lo sviluppo dagli anni '80
La quarta generazione della famiglia, rappresentata da Sergio Dompé, è entrata nell'azienda a metà degli anni ‘70. A partire dagli anni ‘80 Dompé ha avviato lo sviluppo di alleanze con altre imprese biofarmaceutiche. In questo contesto è nata nel 1988 la società Dompé Biotech, con l'obiettivo di favorire lo sviluppo delle biotecnologie in medicina in Italia. In questo periodo hanno avuto origine anche le collaborazioni con Amgen e Biogen. Con la prima furono introdotti i fattori di crescita per i globuli bianchi e rossi per patologie molto gravi; con la seconda fu portata in Italia la prima terapia specifica per la sclerosi multipla.
In seguito, nel 1993 l'azienda ha dato vita al polo di produzione e ricerca dell'Aquila, che negli anni successivi verrà poi ampliato con nuove strutture dedicate allo sviluppo di principi biotecnologici. In particolare, nel 2000 l'azienda ha realizzato un impianto per la produzione del fattore di crescita nervoso ricombinante umano, la proteina scoperta da Rita Levi Montalcini che le valse il riconoscimento del Premio Nobel.
Nel 2005 e nel 2008 la società ha preso parte alla creazione di due joint venture con Biogen e Amgen, finalizzate rispettivamente alla ricerca di soluzioni per la cura della sclerosi multipla e allo sviluppo di farmaci in ambito oncologico e nefrologico. Successivamente, nel 2012 Dompé ha completato l'acquisizione di Anabasis, società di ricerca impegnata nello studio di NGF in ambito oftalmico; nel 2016 ha poi acquisito la divisione Farma del gruppo Bracco.
Dopo averne acquisito nel 2010 i diritti per lo sviluppo e la messa in commercio, dal 2017 l’azienda ha avviato la produzione del principio biotecnologico basato sul fattore di crescita nervoso ricombinante umano. Grazie a questo prodotto Dompé ha ottenuto da parte della Food and Drug Administration in USA lo status di procedura prioritaria (fast track) e quello di Breakthrough Therapy Designation e Priority Review. Nel luglio 2017 EMA in Europa e nell'agosto 2018 FDA negli Stati Uniti hanno autorizzato la commercializzazione del farmaco, denominato Cenegermin. La nuova terapia è rivolta al trattamento della cheratite neurotrofica, una malattia rara dell'occhio, fino ad allora orfana di cura. Nell'agosto 2018 ha poi aperto una sede a San Francisco, che è diventata il quartier generale commerciale delle attività del gruppo negli Stati Uniti per la commercializzazione del Cenegermin.
Nel 2019 la società di robotica della riabilitazione Movendo Technology, controllata da Dompé, ha siglato un accordo con Generali per la prevenzione di caduta delle persone anziane. Inoltre, l'azienda ha proceduto a un'opera di recupero e valorizzazione del suo patrimonio storico, consistente ora in un museo e in un archivio storico. Rientra nel circuito Museimpresa, l'associazione italiana dei musei e degli archivi d'impresa, promossa da Assolombarda e Confindustria.
A partire dal 2020 Dompé ha coordinato il consorzio pubblico privato europeo Exscalate4Cov per le attività di supercalcolo intelligente per accelerare lo sviluppo di nuovi farmaci contro il Covid-19. In merito al progetto, Ursula von der Leyen ha dichiarato che "la piattaforma Exscalate4Cov è strategica perché aggrega i supercomputer dell'Europa". Dalla ricerca di Exscalate4Cov è emersa la molecola Raloxifene e nel 2020 l'AIFA ha autorizzato uno studio clinico di fase 3 per valutare l'efficacia e la sicurezza in pazienti adulti paucisintomatici affetti da COVID-19. Sempre nel 2020 è nata la Fondazione Dompé con il duplice scopo di valorizzare la storia dell'azienda e promuovere la ricerca scientifica. Nel 2021 l'azienda ha siglato un accordo con Leonardo per la realizzazione del primo nucleo di infrastruttura nazionale di sicurezza sanitaria digitale con architettura cloud.
La quinta generazione della famiglia è rappresentata da Nathalie Dompé, direttore operativo e amministratore delegato di Dompé Holdings.

## Produzione, ricerca e sviluppo
L'azienda ha il proprio quartier generale a Milano, mentre il polo di produzione è all'Aquila.
Le attività di ricerca e sviluppo si articolano in una rete di collaborazioni a livello nazionale e internazionale che, insieme all’Aquila e a Napoli (dove è in essere un accordo di collaborazione con il CNR), interconnette circa 200 centri e Università. Fra queste rientrano Harvard Houston Methodist, Stanford, Columbia University, Karolinska Institutet in Svezia, National Institute of Health, con le quali sono stati condotti nel tempo diversi studi clinici.
L’attività di Dompé si concentra nel settore biotecnologico e nei farmaci di medicina generale. Le aree terapeutiche in cui l’azienda è attiva sono oftalmologia, dolore e infiammazione, prevenzione, sistema respiratorio, cardio-metabolico, gastroenterologia.

### Il sito dell'Aquila
Il polo Dompé dell'Aquila è uno dei principali centri di ricerca e produzione farmaceutica del Centro-Sud Italia ed è specializzato nella produzione di farmaci di sintesi e di principi attivi biotecnologici. Per la divisione di farmaci di medicina generale ha una capacità produttiva di circa 700 milioni di dosi e 45 milioni di confezioni all'anno. Nel tempo ha richiesto investimenti per oltre 200 milioni di euro, di cui 41,5 milioni di euro avviati nel 2014.
Lo stabilimento fu realizzato da Foster Wheeler e inaugurato nel 1993 alla presenza del presidente della Repubblica, Oscar Luigi Scalfaro. Nel 1996 venne realizzato il primo impianto biotecnologico di produzione pilota, seguito da nuovi impianti per produzione su scala industriale fra il 2012 e il 2014. Nel 2018 venne ultimato l'ampliamento per la realizzazione delle nuove linee produttive. I laboratori di ricerca, la produzione, il magazzino, gli impianti, i servizi generali e gli uffici amministrativi occupano un'area coperta complessiva di oltre 170 mila m2.

### Biotecnologie
Nel settore biotecnologico le attività di ricerca e sviluppo si concentrano sulle malattie rare, in particolare in oftalmologia. L'azienda ha sviluppato nel polo dell'Aquila Cenegermin (Oxervate, gocce oculari), primo trattamento autorizzato a base di NGF ricombinante umano (rhNGF) e primo trattamento topico biotecnologico in ambito oculistico. Cenegermin è l'ingrediente attivo del farmaco orfano, indicato per pazienti affetti da cheratite neurotrofica, rara malattia neurodegenerativa dell'occhio che colpisce 250.000 persone nel mondo. Il trattamento mira a ristabilire l'innervazione dell'area corneale (la cornea è l'organo più innervato in assoluto), che può essere compromessa da cause patologiche, interventi chirurgici, infezioni erpetiche, traumi, ustioni, e a consentire un recupero della funzione visiva.
Il processo per la produzione industriale di NGF ricombinante umano (rhNGF) prevede il trasferimento di materiale genetico umano nel batterio Escherichia coli, che diventa in grado di produrre NGF completamente umanizzato. Il risultato finale si ottiene in due fasi: fermentazione e purificazione. La prima consente di produrre proNGF, mentre nella seconda si raggiunge la molecola finale. La proteina ottenuta è molto simile a quella prodotta dal corpo umano, la quale favorisce lo sviluppo e la salute delle cellule nervose.

### Farmaci di medicina generale
Dompé sviluppa e distribuisce farmaci etici e di automedicazione, dispositivi medici e integratori di vitamine e minerali. La società commercializza i suoi prodotti in circa 40 paesi e in Italia è presente in oltre 13.000 farmacie.